# Ismo Kamesaki
Ismo Isamy Kamesaki (ur. 3 lutego 1970 w Kuusankoski) – fiński zapaśnik walczący w stylu klasycznym. Olimpijczyk z Barcelony 1992, gdzie zajął siódme miejsce w kategorii 52 kg.
Dwudziesty na mistrzostwach świata w 1991. Wicemistrz Europy w 1989. Trzeci w Pucharze Świata w 1993. Zdobył trzy medale na mistrzostwach nordyckich w latach 1991 – 1998. Trzeci na ME juniorów w 1987 roku.